# 莎曼珊·夏儂
莎曼珊·夏儂（英語：Samantha Shannon，1991年11月8日—），是一位英國敵托邦、奇幻和超自然小說作家，出道兼代表作為《骸骨季節》系列，自2013年開始出版，曾憑藉此系列而被《福布斯》、《每日郵報》等多份報刊喻為「下一個J·K·羅琳」。

## 生平
莎曼珊·夏儂於1991年11月8日出生在倫敦漢默史密斯，並在萊斯里普長大。她的父親是個警員，母親於玻璃廠工作，繼父則是名水電工。夏儂有四名胞兄姊，而她是家族中唯一上過大學和對文字有興趣的成員。她自12歲起開始寫作，並在15歲時完成了一本未有出版的短篇作品《極光》（Aurora）。夏儂後來入讀牛津大學聖安妮學院，主修英國文學，專門研究埃米莉·狄更生的詩作和電影評論，並於2013年畢業。
2012年，夏儂在倫敦書展上與布魯姆斯伯里出版社簽訂了一份六位數的合約，計劃出版《駭骨季節》七部曲系列的首三部，並於翌年正式出版了第一部《靈魂收割》。該小說設定在2059年，當時包括英國在內的九個歐洲國家奉行軍事獨裁制度，而牛津則被一個名為「利菲特族」（Rephaim）的物種佔領並用作囚禁食用人類的監獄。《靈魂收割》在出版後普遍獲得正面評價，《福布斯》、《每日郵報》、《衛報》等多個媒體更將夏儂喻為「下一個J·K·羅琳」。夏儂曾在訪問中表示她與羅琳的出道經歷的確相似，都是透過布魯姆斯伯里出版共有七本的奇幻小說系列，然而她卻不希望被比較，亦希望能寫出自己的獨特風格。骸骨季節系列目前已被21個國家的出版社購下版權，電影改編權亦於2012年11月被安迪·瑟克斯名下的益美智電影工作室買下。
夏儂亦在2019年出版了單本奇幻小說《橘子樹修道院》，該小說同樣廣受好評，更被Collider形容為「應該翻拍成影視作品的瑰寶」。該作的前傳《隕夜之日》（A Day of Fallen Night）將會於2023年2月出版。

## 個人生活
夏儂曾指她無法確實地標籤她的性取向，但她會將自己歸類為「酷兒」和喜歡女性。

## 著作

### 骸骨季節系列
- 靈魂收割（英语：The Bone Season）（2013）[19]
- 冥寂之軍（英语：The Mime Order）（2015）
- 闇后之歌（英语：The Song Rising）（2017）
- 面具脫落（The Mask Falling）（2021）

#### 相關作品
- 論不自然的優點（On the Merits of Unnaturalness）（2015）
- 蒼白的夢想家（The Pale Dreamer）（2016）
- 晨噪（2020）

### 其他小說
- 橘子樹修道院（英语：The Priory of the Orange Tree）（2019）[20]

### 短篇小說
- 甘露（2013）
- 萬壽菊（Marigold）；收錄於由艾蜜蕊（英语：Amerie）編輯的《因為你喜歡恨我：13個邪惡故事》（Because You Love to Hate Me: 13 Tales of Villainy）中（2017）

## 外部連結
- 莎曼珊·夏儂部落客
- 《骸骨季節》官方網站